# Tagwana
Tagwana, auch Tagbana oder Tagouana, ist die Hauptsprache des Departements Katiola der Elfenbeinküste (Côte d'Ivoire) in der Region Vallée du Bandama.
Es gehört mit seinen zehn Dialekten zur Tagwana-Djimini-Gruppe der südlichen Senufo-Sprachen.
Die Anzahl der Sprecher gibt C. Katia Kamara 1988 mit 50.000 an, Ethnologue nennt mit Stand 1993 138.100 Sprecher.